# 马鞍山抗日遗址
马鞍山抗日遗址，位于山东省淄博市淄川区口头乡马鞍，是中华人民共和国山东省文物保护单位之一。
1977年12月23日，授予山东省文物保护单位，是一座革命遗址及革命纪念建筑物。